# Touton (plat)
Pour les articles homonymes, voir Touton.
Le touton ou toutin désigne un plat traditionnel canadien populaire de Terre-Neuve-et-Labrador (TNL), le plus souvent considéré comme une pâte à pain ressemblant à une crêpe, communément fabriquée avec de la pâte levée. Bien que les crêpes soient rarement fabriquées à partir de pâte à pain maison à TNL aujourd'hui, la mémoire des termes régionaux existe toujours dans les jeunes générations, comme le terme anglais britannique tiffin, qui signifie « petit déjeuner ». Le plat possède une longue liste de noms propres à chaque région et peut faire référence à deux (ou plus) types différents de pâte cuite ou frite : la variante de la galette de pâte, généralement frite, et une variante de la brioche cuite, faite avec de la graisse de porc. Les toutons sont généralement servis au petit-déjeuner ou au brunch et on les trouve encore assez souvent sur les menus de petit-déjeuner de nombreux restaurants locaux.